# Un scandale au village
Un scandale au village è un cortometraggio muto del 1913 diretto da Louis Feuillade e Maurice Mariaud.

## Trama
Gli effetti devastanti dell'alcool tra la popolazione di una cittadina nel 1910.

## Produzione
Il film fu prodotto dalla Société des Etablissements L. Gaumont

## Distribuzione
Distribuito dalla Société des Etablissements L. Gaumont, uscì nelle sale cinematografiche francesi nel 1913.